# Eolífon

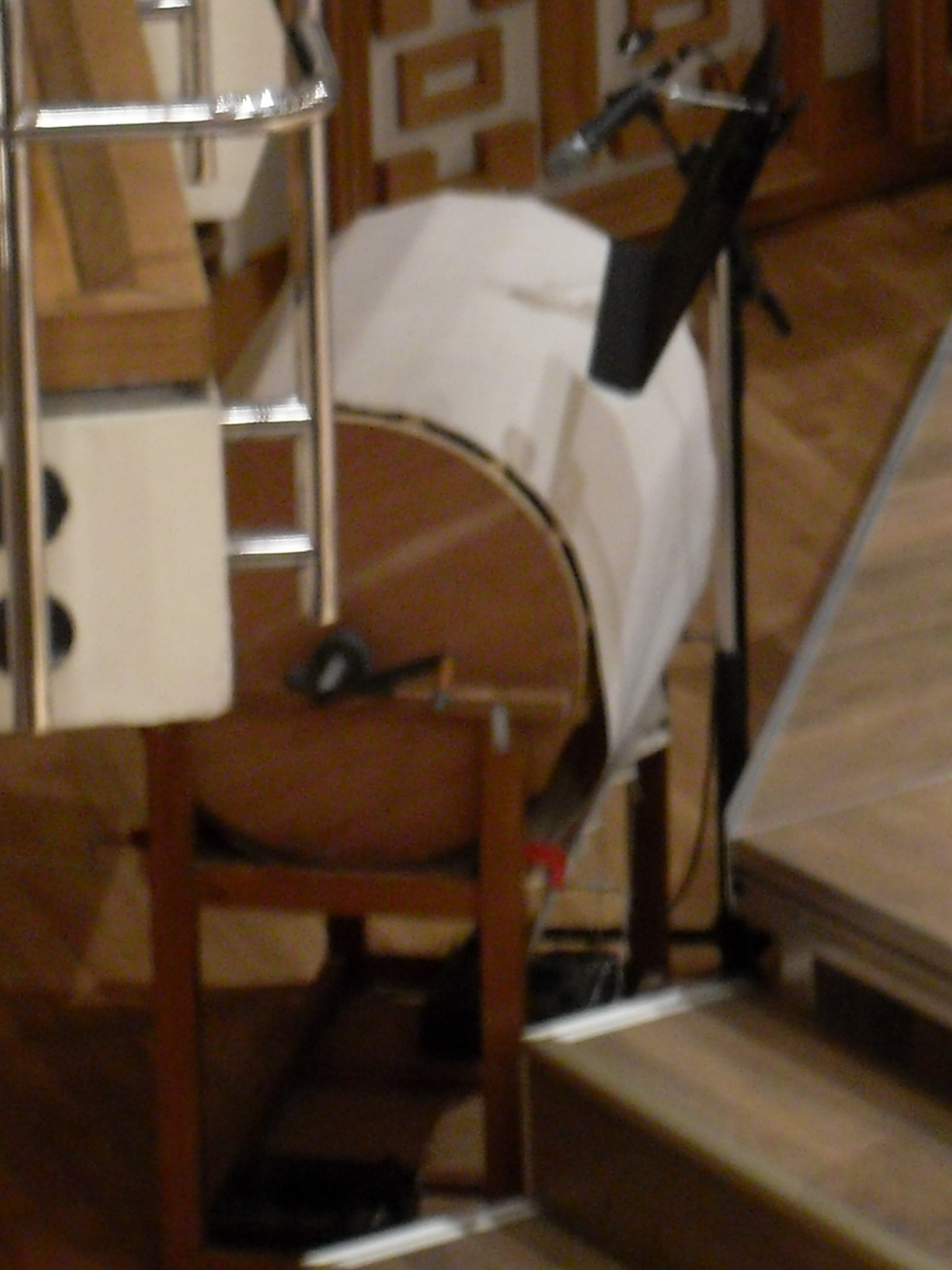
Una màquina de vent moderna durant la presentació de la Simfonia Antàrtica de Vaughan Williams per l'Orquestra Filharmònica d'Hong Kong el gener de 2013.

L'eolífon o màquina de vent és un instrument musical especial que s'utilitza per a simular el so del vent. Acostuma a estar format per un tambor cobert per una tela de cotó que produeix un so que emula el vent, quan el tambor gira. La fricció entre la tela i el tambor produeix el soroll, que canvia d'intensitat a mesura que s'incrementa la velocitat del gir del tambor.

## Obres que fan servir eolífon
Diversos compositors, des de l'època barroca, utilitzen la màquina de vent dins la instrumentació de les seves obres.
- Gioachino Rossini: El Barber de Sevilla
- Richard Strauss: Don Quixote, Simfonia Alpina, Die Ägyptische Helena, Die Frau ohne Schatten
- Richard Wagner: L'Holandès errante
- Ralph Vaughan Williams: Simfonia Antàrtica
- Ferde Grofé: Suite del gran Canó
- Olivier Messiaen: Des canyons aux étoiles…, Saint François d'Assise i Éclairs sud l'au-delà…
- Maurice Ravel: Daphnis et Chloé, L'enfant et les sortilèges
- Giacomo Puccini: La fanciulla del West
- Benjamin Britten: Noye's Fludde
- Michael Tippett: Symphony no. 4
- Jerry Goldsmith: The Blue Max
- Philip Sparke: Music Of The Spheres
- Roger Cichy: First Flights
- Jean-Philippe Rameau: Les Boréades
- Fazıl Say: Symphony No 3 Universe
- Carl Orff De temporum fini Comoedia, Oedipus Der Tyrann, Der Mond, Ein Osterspiel, Ludus de Nat Infant Mirificus